# Copa de Fórmula Três Europeia da FIA
A Copa de Fórmula Três Europeia da FIA foi uma corrida de Fórmula 3 realizada anualmente em diferentes circuitos europeus entre 1985 e 1990, e no Circuito de Pau, França, entre 1999 e 2002.  Tornou-se o campeonato oficial de Fórmula 3 na Europa depois do cancelamento do Campeonato de Fórmula 3 Europeia da FIA, em 1984.

## Campeões
| Ano                             | Circuito                      | Campeão            | Equipa campeã         | Carro                             |
| ------------------------------- | ----------------------------- | ------------------ | --------------------- | --------------------------------- |
| 1985                            | Circuit Paul Ricard           | Alex Caffi         | Gulf-Coloni           | Dallara F385/Alfa Romeo Novamotor |
| 1986                            | Autodromo Enzo e Dino Ferrari | Stefano Modena     | Euroteam              | Reynard 863/Alfa Romeo Novamotor  |
| 1987                            | Silverstone Circuit           | Steve Kempton      | Reynard R&D           | Reynard 873/Alfa Romeo Novamotor  |
| 1988                            | Nürburgring                   | Joachim Winkelhock | WTS-Liqui Moly        | Reynard 883/Volkswagen Spiess     |
| 1989                            | Misano World Circuit          | Gianni Morbidelli  | Forti Corse           | Dallara F389/Alfa Romeo Novamotor |
| 1990                            | Bugatti Circuit               | Alessandro Zanardi | RC Motorsport         | Dallara F390/Alfa Romeo Novamotor |
| não realizada entre 1991 e 1998 |                               |                    |                       |                                   |
| 1999                            | Grand Prix de Pau             | Benoît Tréluyer    | Signature Compétition | Dallara F399/Renault Sodemo       |
| 2000                            | Grand Prix de Pau             | Jonathan Cochet    | Signature-Elf         | Dallara F300/Renault Sodemo       |
| 2001                            | Grand Prix de Pau             | Anthony Davidson   | Carlin Motorsport     | Dallara F301/Honda Mugen          |
| 2002                            | Grand Prix de Pau             | Renaud Derlot      | ARTA-Signature-Elf    | Dallara F302/Renault Sodemo       |